# 木下彩 (ゴルファー)
木下 彩（きのした あや、1999年1月13日 - ）は、山口県出身の女子プロゴルファー。身長159cm、体重54kg。長府製作所所属。ブリヂストンスポーツ株式会社とボール・クラブ・用品契約を結んでいる。ルコックとウェア契約を結んでいる。山口フィナンシャルグループ、ネッツトヨタ山口、大田鋼管などとスポンサー契約を結んでいる。

## 経歴
小学校時代はバレーボールをしていたが、小学4年生から祖父に誘われてゴルフを始める。ジュニアゴルフ選手権で好成績を残すなど才能が開花。中学、高校はゴルフ部のある高川学園高等学校・中学校に入学し、全国大会に出場するなど活躍。卒業後はアルバイトをしながらプロテスト合格を目指し、2回目の挑戦となる2018年に日本女子プロゴルフ協会（LPGA）最終プロテストに進出し合格。LPGA90期生となり、同期は渋野日向子、河本結、原英莉花、大里桃子、稲見萌寧等。1998年度生まれの黄金世代の一人である。
2019年9月、ステップ・アップ・ツアーの「中国新聞ちゅーピーレディースカップ」で下部ツアーながらプロ初優勝。この大会では同ツアーの9ホール最小ストロークタイ記録、1ラウンドの最多バーディー記録（11バーディー）を達成する。2019年ファイナルＱＴの結果（+5/57位タイ）より、2020年シーズンも引き続きステップアップツアーを中心に参戦。コーチは祖父の宏。また、同郷の広田悟プロからも指導を受けている。
スポンサー契約を結んでいた長府製作所と2020年３月から、所属契約を結ぶ。
2020年シーズンは新型コロナウイルスの影響で試合が中止になる中で、ニトリレディスゴルフトーナメントにてレギュラーツアー初の予選通過を果たした。2021年のファイナルQTでは好成績を残し、2022年シーズン前半はレギュラーツアーに参戦予定。
2023年7月の全米女子オープン（ペブルビーチGL）に初出場し、13位の好成績を残す。この一戦にて、生涯獲得賞金を超える約2390万円の賞金を手にした。
2024年９月の山陽新聞レディースカップ（ステップアップツアー）にて優勝する。54H最少ストローク、18H最少ストローク、1R最多バーディー12など、ステップレコードを更新した。

## 人物
得意なショットは8番アイアンやドライバー。パターをやや苦手にしている。高校時代にパターが打てなくなるスランプに陥るも、握り方を変えて克服する。小さい頃は人見知りでおとなしい性格だったが、現在は明るくよく喋る性格になった。目標とする選手はテレサ・ルー。童顔のため、ゴルフ場や練習場で中学生に間違われることがある。
同期で出身地も近い渋野日向子（岡山県出身）とは、中学生からの友人であり大変仲が良い。風貌も渋野に似ており、とりわけ渋野が2019年の全英女子オープンに優勝して一躍時の人になってからは、渋野に間違えられることも多いと言う。
体調の維持管理のため、ツアー先に炊飯器を持って行きご飯を炊いている。動物が好きで、猫や犬を飼育している。2020年４月に出演したゴルフサバイバルでは天真爛漫なキャラクターにより「感覚派野生児」という愛称が付けられていた。
好きな食べ物はラーメン。ツアー先でもラーメン屋を探して食べに行く。

## 主な戦歴

### プロ
- 2024年9月 山陽新聞レディースカップ（ステップアップツアー） 優勝[15]
- 2023年3月 全米女子オープン（ペブルビーチGL） 13位[14]
- 2022年4月 フジサンケイレディスクラシック（川奈ホテルゴルフコース 2ndRound) 63（-8）のトーナメントコースレコードタイ記録
- 2019年9月 中国新聞ちゅーピーレディースカップ（ステップアップツアー） 優勝[1]
- 2019年4月 Hanasaka Ladies Yanmar Golf Tournament（ステップアップツアー） 2位[1]

### アマチュア
- 2012年 山口県ジュニアゴルフ選手権（女子満12歳～14歳の部）優勝[19]
- 2011年 山口県女子ゴルフ大会（秋季）優勝[20]
- 2010年 山口県ジュニアゴルフ選手権競技（女子12歳未満の部）優勝[21]

## TV番組
- 原田伸郎のめざせパーゴルフⅢ - 2019年10月放送、2021年1月放送 (サンテレビ)
- ゴルフサバイバル - 2020年4月の陣 (BS日テレ)
- 女子ゴルフペアマッチ選手権 - シーズン3 (BS朝日)
- 田中秀道のビッグステップゴルフ - 2021年放送 (スカイA)
- Turf&Trip - シーズン3 (テレビ新広島)